# 這個男孩的生活
《男孩的生活》（英語：This Boy's Life，又译《冲上碧云天》）是于1993年上映的美国成人题材传记劇情片，剧情改编自同名作者托拜厄斯·沃尔夫的回忆录。该片由迈克尔·坎顿-琼斯执导，莱昂纳多·迪卡普里奥饰演托拜厄斯·“托比”·沃尔夫，罗伯特·德尼罗饰演托比的继父德怀特·汉森，埃伦·巴尔金则饰演托比的母亲卡罗琳。这部电影是莱昂纳多·迪卡普里奥与罗伯特·德尼罗的首次合作。其他演员包括克里斯·庫柏、卡拉·古奇諾、伊丽莎·杜什库以及托比·马圭尔。
此外，这部电影亦是托比·马奎尔与迪卡普里奥在银幕上的首次合作，此后他们在电影《唐的梅子餐厅》与《大亨小傳》中亦有合作。

## 剧情
20世纪50年代，游手好闲的卡罗琳·沃尔夫想要让自己的生活变得安稳一些，欲找一位体面的男人为自己以及自己的儿子托比提供一个良好的家庭。于是她搬至华盛顿州的西雅圖居住，并遇见了好似符合自己目标的男人德怀特·汉森。然而好景不长，德怀特在卡罗琳离开的几个星期内自己的真实的个性很快就被暴露出来。在此期间，他对卡罗琳的儿子托比在情感上、言语上以及身体上皆进行了虐待。
婚姻依然持续，随后卡罗琳以及托比搬进了德怀特在华盛顿州康克瑞特的住所，这是一个临近北喀斯喀特山脉的小镇。在此地，德怀特跋扈的个性很快被展现出来，但卡罗琳依然与他在一起，所以托比忍受了若干年不正常的家庭关系。在此期间，托比结识了一位叫亚瑟·盖尔的同学，他在学校不合群而且还疑似是一位男同性恋者。当时托比想离开康克瑞特然后和自己的哥哥格里高利（他与他的父亲在东海岸一起生活）同居，而且还计划提交虚假的学校成绩记录来给自己申请东海岸学校的奖学金。与此同时，亚瑟与托比之间的友谊关系因亚瑟指责托比变得越来越像德怀特后开始紧张起来，此后还帮助托比篡改他的成绩记录。在自己的申请被多次拒绝后，托比被临近費城的伯茨敦的希尔中学录取，并获得全额奖学金。
后来，卡罗琳在与德怀特的一次肢体争吵中为托比辩护，他们皆离开了德怀特以及康克瑞特镇。
（备注：真实的德怀特于1992年去世，卡罗琳（罗丝玛丽·沃尔夫）再婚并定居于佛罗里达州，亚瑟·盖尔离开了康克瑞特并在意大利成为了一名成功的商人。德怀特的孩子们皆在西雅图结婚并居住。托比与他的哥哥格里高利皆成为了知名的作家）

## 演员
- 莱昂纳多·迪卡普里奥饰托拜厄斯·“托比”·沃尔夫
- 罗伯特·德尼罗饰德怀特·汉森
- 埃伦·巴尔金饰卡罗琳·沃夫·汉森
- 乔纳-布莱克曼（英语：Jonah Blechman）饰亚瑟·盖尔
- 伊丽莎·杜什库饰珀尔·汉森
- 克里斯·庫柏饰罗伊
- 卡拉·古奇諾饰诺玛·汉森
- 扎克瑞·安斯利（英语：Zachary Ansley）饰斯基珀·汉森
- 特雷西·埃利斯（英语：Tracey Ellis）饰凯西
- 凯西·金妮（英语：Kathy Kinney）饰玛丽安
- 托比·马圭尔饰演查克·博尔格
- 迈克尔·巴卡尔（英语：Michael Bacall）饰演泰瑞·泰勒
- 格里特·葛拉罕饰演霍华德先生
- 肖恩·莫瑞饰吉米·沃尔赫斯
- 李·威尔科夫（英语：Lee Wilkof）饰演斯基普校长
- 比尔·道（英语：Bill Dow）饰演副校长
- 珍·泰勒饰副校长奥莱利（无名氏）
- 狄安娜·米利根（英语：Deanna Milligan）与摩根·布雷顿饰姐妹们

## 拍摄
本电影主要在华盛顿州拍摄，而且此州的康克瑞特镇（托拜厄斯·“托比”·沃尔夫在那里与自己的母亲以及继父德怀特度过了青少年时期）亦被剧组为获得真实感而改造成1950年代的样貌。该镇的许多镇民还被剧组用作临时演员，并且该电影于康克瑞特的片段的所有外部场景（以及一些内部场景）皆在此镇拍摄，包括曾经的小学建筑以及现在仍在使用的高中建筑。此外，影片的部分片段是在犹他州的拉萨尔山拍摄。

## 发布

### 票房
该电影于1993年4月9日有限上映，并在周末取得$74,425的票房。后来又于当年4月23日全國上映，票房排名全美第十位，总票房收入为$1,519,678。最终票房为$4,104,962。

### 评价
该电影的评价普遍以正面为主，影评聚合网站爛番茄从37位影评人当中收集了“新鲜度”高达76%的评价，平均评分为6.4/10。该网站的评述者们共同认为：“这是一部关于一个小男孩的单身母亲以及虐待他的继父的感人的、令人痛心的电影。年轻的莱昂纳多·迪卡普里奥在此电影当中的表演尤为其一大特点。”在影评收集网站Metacritic中，此电影获得了“正常分数”的评价，得分为60/100.

### 家用媒体
影片的VHS磁带于1993年9月1日发行，DVD于2003年5月13日发行。

## 电影原声带
男孩的生活的原声带采用了许多1950年代以及1960年代的歌曲，主题曲（拍摄于犹他州的教授山谷）采用了法蘭·仙納杜拉1958年发布的专辑《与我同飞吧》中的歌曲《让我们远离这一切》。托比与他的母亲唱的歌曲《我要把那男人从我头发上洗掉》来自战后流行的音乐剧《南太平洋》。然而，此电影的配乐大多展现的是托比对摇滚与嘟·喔普音乐的喜爱，其中包括艾迪·科克兰、弗兰基·莱蒙和青少年合唱团以及林克·韦伊的歌曲。卡特·伯韦尔为电影谱写了托比对着自己的分数沉思的乐曲。此外，来自纽约的吉他手弗雷德里克·汉德亦参与其中。